# Västergötlands runinskrifter 178
Västergötlands runinskrifter 178 är en vikingatida runsten som stått rest på Kölaby kyrkogård i Kölaby socken och Ulricehamns kommun. Runstenen är av ljusröd granit, 1,6 meter hög, 1,1 meter bred och 0,2-0,3 meter tjock. Runhöjden är 9-11 centimeter. De äldsta uppgifterna om stenen är från 1800-talet då den var inmurad i kyrkogårdsmurens norra del. Vg 178 flyttades in i Kölaby kyrkas vapenhus 1997 efter konserveringsarbete. Stenen är en så kallad greklandssten.

## Inskriften
Translitterering av runraden:
: agmuntr : risþi : stin : þonsi : iftiʀ : isbiurn : frinta : sin : auk : (a)(s)(a) : it : buta : sin : ian : saʀ : uaʀ : klbins : sun : saʀ : uarþ : tuþr : i : krikum
Normalisering till runsvenska:
Agmundr ræisti stæin þannsi æftiʀ Æsbiorn, frænda sinn, ok Asa(?) at bonda sinn, en saʀ vaʀ Kulbæins sunn. Saʀ varð dauðr i Grikkium.
Översättning till nusvenska:
Agmund reste denna sten efter Åsbjörn, sin frände, och Åsa(?) efter sin make, och denne var son till Kolben. Han dog i Grekland.